# Coda (album)
Coda este al nouălea album de studio al trupei engleze de rock Led Zeppelin, lansat în 1982. Această colecție de melodii luate din diferite sesiuni de înregistrare ale formației pe parcursul celor 12 ani de carieră, a fost lansată la doi ani de la destrămarea oficială a grupului ca urmare a decesului bateristului John Bonham. Cuvântul coda înseamnă o "coadă" care încheie o piesă muzicală, titlul fiind astfel sugestiv. Se spune că John Paul Jones este cel care a ales titlul albumului. 

## Tracklist
1. "We're Gonna Groove" (King, Bethea) (2:42)
2. "Poor Tom" (Page, Plant) (3:03)
3. "I Can't Quit You Baby" (Dixon) (4:18)
4. "Walter's Walk" (Page, Plant) (4:31)
5. "Ozone Baby" (Page, Plant) (3:35)
6. "Darlene" (Bonham, Jones, Page, Plant) (5:07)
7. "Bonzo's Montreux" (Bonham) (4:19)
8. "Wearing and Tearing" (Page, Plant) (5:32)

## Single-uri
- "Darlene" (1982)
- "Ozone Baby" (1982)
- "Poor Tom" (1982)

## Componență
- John Bonham - baterie , voce
- John Paul Jones - chitară bas, pian, claviaturi
- Jimmy Page - chitară elctrică și acustică, producător
- Robert Plant - voce, muzicuță